# Aureliu Emil Săndulescu
Aureliu Emil Săndulescu (n. 11 februarie 1932, București – d. 21 aprilie 2019) a fost un fizician și om politic român, membru titular al Academiei Române - Secția de științe fizice. A candidat și a fost ales deputat în legislatura 1996-2000, în județul Bistrița-Năsăud, pe listele partidului PNȚCD.

## Formarea profesională
A absolvit Liceul Mihai Eminescu din București (1951), după care a terminat Facultatea de Fizică a Universității din București în anul 1955 și a obținut doctoratul în fizică cu acad. prof. Șerban Țițeica, cu  teza „Teoria  microscopică a dezintegrării alfa” (1962).

## Activitatea științifică
Imediat după absolvirea facultății a fost repartizat la Secția de Fizică Teoretică a Institutului de Fizică Atomică din București. Aici și-a desfășurat activitatea în calitate de fizician (1955-1960), cercetător științific (1960-1962), cercetător științific principal (1962-1970), șef secție (1970-1974), cercetător științific principal (1974-1983).
În 1964 a susținut cursuri la Universitatea din Helsinki iar în 1966 la Universitatea din Mainz, RFG, unde a primit titlul universitar honourable Habilitation, primul pas într-o carieră universitară în Germania, care i-a permis să devină Privat-Dozent (1968). Ulterior  (1968-1969) a fost invitat la celebrul Institut Niels Bohr din Copenhaga, Danemarca. Periodic a mai fost invitat să conferențieze în Germania, la Institutul Politehnic din Darmstadt și la Universitatea din Frankfurt pe Main.
Activitatea sa științifică s-a concentrat asupra fizicii nucleare teoretice.
În 1974 a fost numit directorul adjunct al Laboratorului Reacții  Nucleare al Institutul Unificat de Cercetări Nucleare de la Dubna, din Uniunea Sovietică, până în anul 1977, iar în perioada 1983-1986 a fost vice-directorul Institutului. Aici a condus cercetări experimentale care au avut ca rezultat descoperirea unei noi dezintegrări exotice în care se emit nuclee de Neon 24. În aceeași perioadă a dezvoltat, împreună cu Horia Scutaru, prof. Aurelian Isar, Eliade Ștefănescu și Werner Scheid (Giessen), Teoria sistemelor cuantice deschise aplicată la reacții nucleare.
A pus în evidență un al patrulea tip de radioactivitate naturală, după celelalte trei anterior cunoscute: alfa, beta și gama: radioactivitatea cluster sau de nuclei mari atomici.
În timpul vizitei la Universitatea din Frankfurt a dezvoltat o noua Teorie a fragmentarii pentru producerea nucleelor supra-grele. Aceasta a condus efectiv la producerea în laborator a unor astfel de nuclee.
A fundamentat Teoria microscopică a dezintegrării alfa, recunoscută în mediile științifice internaționale.
A dezvoltat (1977) teoria dezintegrărilor exotice a nucleelor mai grele decât plumbul și a făcut predicția, confirmată în mod strălucit în 1983, a noilor moduri de radioactivitate.
A publicat peste 350 de articole în publicații internaționale de prestigiu.

## Afilieri
- 1991 - membru corespondent al Academiei Române;
- 12 martie 1992 - membru titular al Academiei Române;
- 1994-1998 - Vice-președinte al Academiei Române;
- Președinte al Secției de științe matematice a Academiei Oamenilor de Știință din România;[4]
- 1992 - Președinte al Societății Române de Fizică;
- 1970 - Membru al Societății Europene de Fizică (European Physical Society);
- 1993-1998 - Președinte al Consiliului Științific al Institutului de Fizică Atomică;
- 2003 - Doctor honoris causa, Joint Institute of Nuclear Physics Dubna, Rusia;
- Membru fondator al Fundației Naționale pentru Știință și Artă (FNSA);[5]
- 1998-2000 - Membru în Parlamentul României - deputat în circumscripția electorală nr.6 Bistrița Năsăud, pe listele CDR;
- membru în Comitetul de redacție al revistei Studii și cercetări de fizică;
- membru în Comitetul de redacție al revistei Revue roumaine de physique;
- editor-șef al revistei Romanian Journal of Physics.[6]

## Premii
- Premiul Academiei Române (1996) pentru fundamentarea teoriei microscopice a dezintegrării alfa;
- Premiul Institutului din Dubna (1987) pentru descoperirea unei noi dezintegrări exotice în care se emit nuclee de Neon 24;

## Distincții primite
- Ordinul național "Serviciul Credincios" în grad de Comandor, 18 decembrie 2000.[7]
- Ordinul Național "Steaua României" în grad de Cavaler, 1 decembrie 2017[8]

## Lucrări publicate

### Cărți
- Elemente de teoria nucleului, 1966.

### Lucrări
- Cluster-Decay Trajectory Arhivat în 21 februarie 2017, la Wayback Machine., Mihail Mirea, Aureliu Săndulescu, Doru-Sabin Delion,  Proceedings of the Romanian Academy, Series A, Vol.12, Number 3/2011, pp. 203–208, Editura Academiei Române.